# Sirikit Kitiyakara
Titre
Reine consort de Thaïlande
28 avril 1950 – 13 octobre 2016
(66 ans, 5 mois et 15 jours)
Signature
Sirikit Kitiyakara, née le 12 août 1932 à Bangkok, est reine consort de Thaïlande de 1950 à 2016, comme épouse du roi Bhumibol Adulyadej (Rama IX). Après la mort de son mari, elle est connue comme la « Reine mère », parce qu'elle est la mère de l'actuel roi Rama X.

## Biographie
Elle est la fille de Nakkhatra Mangala (en), prince de Chanthaburi II (1897-1953) et de Mom Luang Bua Kitiyakara (1909-1999), et arrière-petite-fille du roi de Siam Chulalongkorn (Rama V), filiation qu’elle partageait avec son époux, mort le 13 octobre 2016 après soixante-dix ans de règne.

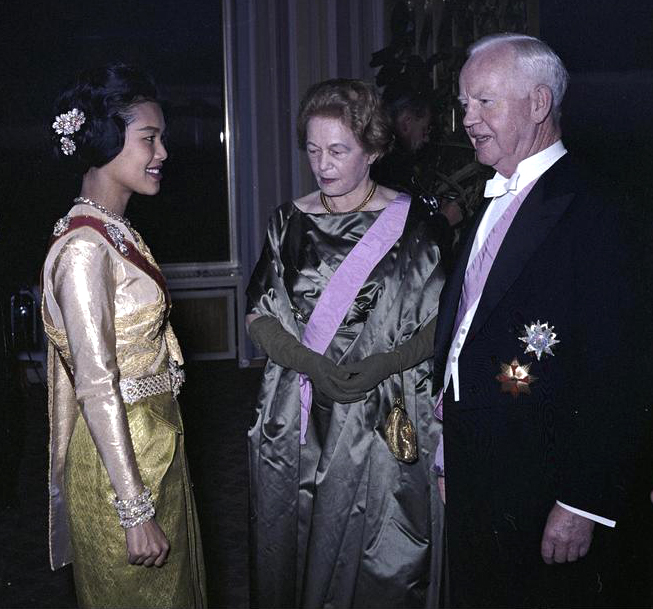
Le président allemand Heinrich Lübke, son épouse Wilhelmine et la reine Sirikit (à gauche), le 28 juillet 1960.

Fille d'ambassadeur, elle passe sa jeunesse à l'étranger, son père étant représentant du gouvernement de Thaïlande en Angleterre, puis au Danemark et en France. C'est précisément à Fontainebleau qu'elle rencontre pour la première fois son futur époux, à l'époque étudiant, qu’elle accompagne en Suisse, où le couple se fiance le 19 juillet 1949. Leur retour définitif en Thaïlande, en 1950, se conclut par un mariage royal, célébré au palais Pathumwan le 28 avril, une semaine avant le couronnement. De cette union naissent quatre enfants : la princesse Ubol Ratana (1951), le prince Maha Vajiralongkorn (1952), la princesse Maha Chakri Sirindhorn (1955) et la princesse Chulaborn (1957).
La reine Sirikit n'exerce pas de fonction politique, même si elle a assuré la régence en 1956, lors de la période de retraite monacale du roi. Elle occupe en revanche de nombreuses fonctions caritatives, dont la présidence de la Croix-Rouge thaïlandaise, et les Thaïlandais la considèrent comme la « mère du Royaume ». De nombreuses décorations ont salué son engagement envers les réfugiés cambodgiens, la protection de l'environnement, les conditions de vie des femmes dans les campagnes, l'éducation en zone rurale et la promotion de la culture thaïlandaise.

## Décoration
- Dame de l'ordre de la Neuf gemmes.